# Figure allegoriche femminili
Le Figure allegoriche femminili sono dipinti su tela di Giambattista Pittoni, realizzati tra il 1762 e il 1767 ed esposti sui soffitti del "Palazzo Cinese" della Reggia di Oranienbaum degli Imperatori Romanov a Lomonosov in Russia.

## Descrizione
Il soffitto è ornato da due figure allegoriche dipinte su tela e applicate, per ornare le sale del Palazzo costruito da Caterina II di Russia, tra il 1762 e il 1768, incaricando il Maestro dell'Accademia veneziana Giambattista Pittoni. Il tema delle allegorie femminili fu commissionato da Caterina II, dove le due figure richiamano la Perseveranza, che tiene con la mano destra una serpe, e la Magnificenza, che tiene con la mano sinistra un ovato.
La figura della Magnificenza richiama stilisticamente "l'Allegoria della Musica" di Villa Pisani (Venezia). Un modello con "Allegoria" a palazzo Villa Widmann Foscari a Venezia richiama quest'opera la cui figura fu studiata da Pittoni in un disegno delle Villa Widmann di Gallerie dell'Accademia.